# Цитоплазматические гранулы
Цитоплазматические гранулы — маленькие частицы в цитоплазме клетки, которые с трудом можно различить в световой микроскоп. Обычно этим термином называют секреторные везикулы.

## Лейкоциты
Подгруппа белых клеток крови, гранулоциты, характеризуются присутствием в цитоплазме специфических гранул, выявляемых в световой микроскоп при обычном окрашивании. Гранулы представлены крупными лизосомами и пероксисомами, а также видоизменениями этих органоидов. В этих гранулах содержатся компоненты, которые способны лизировать клетки. В зависимости от реакции на краситель гранулы подразделяют на азурофильные и специфические. В ходе иммунного ответа лейкоциты высвобождают содержимое своих гранул наружу.

## Тромбоциты
Тромбоциты тоже содержат гранулы, которые подразделяют на плотные гранулы и альфа-гранулы.

## Гермелиновые гранулы
В 1957 году Анре и Руе первыми придумали термин «нуадж», что по-французски значит «облако». Этим термином они обозначили аморфные фибриллярные структуры, которые встречались на рисунках цитологов начиная с 1933 года. На сегодняшний день под этим термином понимают специфическую электрон-плотную органеллу, которая окружает цитоплазматическую поверхность ядерной оболочки клеток, которым в дальнейшем предстоит стать клетками зародышевого ряда или половыми клетками. Эти же гранулярные структуры известны под многими другими именами у разных организмов: плотные тельца, митохондриальные облачка, ядерный желток, тельца Бальбиани, перинулиарные P-гранулы для Caenorhabditis elegans, герминальные гранулы для Xenopus laevis, хроматоидные тельца для мышей и полярные гранулы для Drosophila. С молекулярной точки зрения все эти структуры — это плотно переплетённая сеть специфически расположенных РНК-связывающих белков, которые в свою очередь связывают особый вид мРНК, которые кодируют компоненты, необходимые для асимметрической сегрегации (необходимой для асимметричного деления клеток), сплайсинга и/или трансляционного контроля. Гермилиновые клетки, по всей видимости, являются наследственной и общей чертой всех клеток зародышевого ряда у всех многоклеточных животных.

## Крахмал
У фотосинтезирующих растений крахмал, синтезируемый из глюкозы, откладывается в хлоропластах или лейкопластах и его легко можно заметить в световой микроскоп. Ближе к концу вегетации крахмал накапливается в ветках деревьев возле почек. Фрукты, семенные ы[прояснить], корневище и клубней запасают крахмал, чтобы подготовиться к следующему периоду вегетации.